# Daniil Kulikov
Daniil Michajlovič Kulikov (in russo Даниил Михайлович Куликов?; Reutov, 24 giugno 1998) è un calciatore russo, centrocampista del P'yownik.

## Caratteristiche tecniche
È un centrocampista centrale.

## Carriera

### Club
Cresciuto nel settore giovanile della Lokomotiv Mosca, ha esordito in prima squadra il 31 ottobre 2018 disputando l'incontro di Kubok Rossii vinto 4-1 contro l'Enisej. Nel 2025 si è trasferito nella prima divisione armena al P'yownik.

### Nazionale
Ha giocato nella nazionale russa Under-21.

## Statistiche
Statistiche aggiornate al 7 dicembre 2019.

### Presenze e reti nei club
| Stagione        | Squadra         | Campionato      | Campionato | Campionato | Coppe nazionali | Coppe nazionali | Coppe nazionali | Coppe continentali | Coppe continentali | Coppe continentali | Altre coppe | Altre coppe | Altre coppe | Totale | Totale | Totale |
| Stagione        | Squadra         | Comp            | Pres       | Reti       | Comp            | Pres            | Reti            | Comp               | Pres               | Reti               | Comp        | Pres        | Reti        | Pres   | Reti   |        |
| --------------- | --------------- | --------------- | ---------- | ---------- | --------------- | --------------- | --------------- | ------------------ | ------------------ | ------------------ | ----------- | ----------- | ----------- | ------ | ------ | ------ |
| 2017-2018       | Kazanka Mosca   | PPF Ligi        | 23         | 0          |                 | -               | -               |                    | -                  | -                  |             | -           | -           | 23     | 0      |        |
| 2018-2019       | Kazanka Mosca   | PPF Ligi        | 16         | 1          |                 | -               | -               |                    | -                  | -                  |             | -           | -           | 16     | 1      |        |
| 2019-2020       | Kazanka Mosca   | PPF Ligi        | 3          | 0          |                 | -               | -               |                    | -                  | -                  |             | -           | -           | 3      | 0      |        |
| 2018-2019       | Lokomotiv Mosca | PL              | 0          | 0          | CR              | 1               | 0               | UCL                | 0                  | 0                  | SR          | 0           | 0           | 1      | 0      |        |
| 2019-2020       | Lokomotiv Mosca | PL              | 3          | 0          | CR              | 1               | 0               | UCL                | 1                  | 0                  | SR          | 0           | 0           | 5      | 0      |        |
| Totale carriera | Totale carriera | Totale carriera | 45         | 1          |                 | 2               | 0               |                    | 1                  | 0                  |             | -           | -           | 48     | 1      |        |

## Palmarès

### Club

#### Competizioni nazionali
- Coppa di Russia: 1

Lokomotiv Mosca: 2020-2021
- Campionato bielorusso: 1

Dinamo Minsk: 2024